# Cylindrothecium sullivantii
Cylindrothecium sullivantii là một loài rêu trong họ Entodontaceae. Loài này được Müll. Hal. Sull. & Lesq. mô tả khoa học đầu tiên năm 1856.